# Харисчирашвили, Петре
Петре Харисчирашвили (груз. პეტრე ხარისჭირაშვილი; 1804 или 1805, Ахалцихе — 7 октября 1890, Константинополь) — грузинский католический священник, богослов, общественный деятель, основатель конгрегации Служителей Непорочного Зачатия.

## Биография
Согласно большинству источников, Петре Харисчирашвили родился в 1804 или 1805 году в Ахалцихе. В то же время на его надгробии указана дата 2 мая 1818 года. Также в некоторых источниках содержатся сведения о том, что Харисчирашвили родился 20 апреля 1818 года. 
Учился в церковно-приходской школе, затем в семинарии в Гюмри, а позже изучал богословие в Риме. В 1842 году вернулся в Ахалцихе и был рукоположён и принял решение бороться за возможность использовать в богослужениях грузинский язык. 
В 1856 году из-за преследования вынужден был уехать за границу и отправился в Венецию, где присоединился к мхитаристам и опубликовал ряд исторических и богословских книг на грузинском языке, а также сделал несколько переводов с армянского. Благодаря работе Харисчирашвили Святой Престол разрешил ему основать в Константинополе новую грузинскую общину По прибытии он основал конгрегацию Служителей Непорочного Зачатия и начал совершать литургию на грузинском языке. Также были основаны женский монастырь и католическая школа, где училось более 100 учеников — не только католиков, но также православных и мусульман. 
Умер 7 октября (по другим данным — 9 октября) 1890 года в Константинополе. Похоронен в монастыре, который основал.

## Память
В 2015 году в Ватикане состоялась научная конференция, посвящённая Петре Харисчирашвили.